# Juan Pedro XVIII Kasparian
Juan Pedro XVIII Kasparian, I.C.P.B. (en armenio: Յովհաննէս Պետրոս ԺԸ Գասպարեան, Hovhannes Bedros Kasparian, también conocido en francés como Jean-Pierre Kasparian) (El Cairo, Egipto, 20 de enero de 1927 - Bzommar, Líbano, 16 de enero de 2011) fue un religioso egipcio, patriarca (Catholicós) de Cilicia y primado de la Iglesia católica armenia. 

## Biografía
Nació en El Cairo (Egipto), y en 1943 pasó a estudiar en el Institut du Clergé Patriarcal de Bzommar (Líbano). En 1946 estudió filosofía y teología en la Pontificia Universidad Gregoriana en Roma (Italia).
Fue ordenado sacerdote en 1952, y fue vicepresidente del Institut du Clergé Patriarcal de Bzommar. Dio clases en la Escuela Levonian en Roma hasta 1957, cuando fue nombrado como jefe de la comunidad católica armenia egipcia. Fue ordenado obispo en 1972 y se convirtió en arzobispo de Bagdad (Irak) a partir del 25 de febrero de 1973.
Fue elegido patriarca (catholicós) de Cilicia de la Iglesia armenia católica en una reunión sinodal el 5 de agosto de 1982. La ceremonia oficial se celebró en Bzommar el 12 de septiembre de 1982. Su mandato tuvo lugar en los tiempos difíciles de la guerra civil libanesa y sus consecuencias. Después de la declaración de la independencia de Armenia, también estableció un obispado para los católicos armenios en ese país, además de en Georgia y su región armenia de Javakheti.
El patriarca Kasparian se retiró en 1998 al llegar a la obligatoriedad de 70 años de acuerdo con las reglas de la Iglesia católica armenia y se retiró a Bzommar. Murió después de una larga enfermedad el 16 de enero de 2011.
| Predecesor: Hemaiag Pedro XVII Ghedighian | Patriarca de Cilicia de los Armenios 1982 - 1998 | Sucesor: Narsés Pedro XIX Tarmouni |